# The Origins of The Koran: Classic Essays on Islam's Holy Book
The Origins of The Koran: Classic Essays on Islam’s Holy Book är en textkritisk bok utgiven 1998 av den sekuläre författaren Ibn Warraq. Boken innehåller tretton kritiskt orienterade studier av Koranen skrivna av historiker och andra Mellanöstern-akademiker under tjugo år. Boken behandlar bland annat den bland bokstavstroende muslimer spridda uppfattningen att Koranen är felfri.

## Medverkande författare
- Ibn Warraq
- Theodor Nöldeke
- Leone Caetani
- Alphonse Mingana
- Arthur Jeffery
- David Samuel Margoliouth
- Abraham Geiger
- William St. Clair Tisdall
- Charles Cutler Torrey
- Andrew Rippin.